# Gotthard Lundquist
Gotthard Lundquist, född 8 juni 1908 i Uppsala, död 1988 i Stockholm, var en svensk målare. 
Han var son till Gotte Lundquist och Rut Larsson och från 1935 gift med Margit Maria Constance Burström. Lundquist arbetade som sjöman 1922–1935 och bedrev konstnärliga självstudier på sina fripass och under studieresor till Nederländerna, Frankrike, Tyskland och Amerika samt under en tids vistelse i Paris och Haag 1950. Separat ställde han ut på Galerie Moderne i Stockholm 1953, på Kungliga Marinförvaltningen 1954, konstsalongen Tre Kvart 1956 och i ett flertal landsortsstäder. Hans konst består av porträtt, marinmålningar från Ålands hav med brottsjöar över klippor och landskap med små pittoreska idyller från Stockholms utkanter samt värmländska älvar.